# Карлус Кірмайр
Карлус Кірмайр (порт. Carlos Kirmayr; нар. 23 вересня 1950) — колишній бразильський тенісист.
Найвищу одиночну позицію світового рейтингу — 36 місце досяг 10 серпня 1981, парну — 6 місце — 24 жовтня 1983 року.
Здобув 1 одиночний та 10 парних титулів.
Найвищим досягненням на турнірах Великого шолома було 4 коло в одиночному розряді.

## Фінали за кар'єру

### Одиночний розряд 6 (1–5)
| Результат | W/L | Рік  | Турнір            | Покриття | Суперник       | Рахунок       |
| --------- | --- | ---- | ----------------- | -------- | -------------- | ------------- |
| Поразка   | 0–1 | 1976 | Сантьяго, Чилі    | Ґрунт    | Хосе Їгерас    | 7–5, 4–6, 4–6 |
| Поразка   | 0–2 | 1979 | Каїр, Єгипет      | Ґрунт    | Петер Фейгль   | 5–7, 6–3, 1–6 |
| Поразка   | 0–3 | 1980 | Богота, Колумбія  | Ґрунт    | Домінік Бедель | 4–6, 6–7      |
| Перемога  | 1–3 | 1981 | Гуаружа, Бразилія | Тверде   | Рікардо Кано   | 6–4, 6–2      |
| Поразка   | 1–4 | 1981 | Форест-Гіллс, США | Ґрунт    | Едді Діббс     | 3–6, 2–6      |
| Поразка   | 1–5 | 1982 | Гуаружа, Бразилія | Ґрунт    | Вен Вінітскі   | 3–6, 3–6      |

### Парний розряд 24 (10–14)
| Результат | W/L   | Рік  | Турнір                      | Покриття   | Партнер               | Суперники                           | Рахунок       |
| --------- | ----- | ---- | --------------------------- | ---------- | --------------------- | ----------------------------------- | ------------- |
| Перемога  | 1–0   | 1976 | Мадрид, Іспанія             | Ґрунт      | Жозе Едісон Мандаріно | Джон Ендрюс Колін Діблі             | 7–6, 4–6, 8–6 |
| Перемога  | 2–0   | 1976 | Флоренція, Італія           | Ґрунт      | Колін Діблі           | Петер Соке Балаж Тароці             | 5–7, 7–5, 7–5 |
| Перемога  | 3–0   | 1976 | Буенос-Айрес, Аргентина     | Ґрунт      | Тіто Васкес           | Рікардо Кано Белус Прахокс          | 6–4, 7–5      |
| Поразка   | 3–1   | 1977 | Богота, Колумбія            | Ґрунт      | Хорхе Ендрю           | Ганс Гільдемайстер Белус Прахокс    | 4–6, 2–6      |
| Поразка   | 3–2   | 1978 | Талса, США                  | Тверде (i) | Рікардо Ікаса         | Расселл Сімпсон Вен Вінітскі        | 6–4, 6–7, 2–6 |
| Поразка   | 3–3   | 1978 | Штутгарт, Західна Німеччина | Ґрунт      | Белус Прахокс         | Ян Кодеш Томаш Шмід                 | 3–6, 6–7      |
| Поразка   | 3–4   | 1979 | Брюссель, Бельгія           | Ґрунт      | Балаж Тароці          | Біллі Мартін Пітер Макнамара        | 7–5, 5–7, 4–6 |
| Перемога  | 4–4   | 1979 | Berlin, Західна Німеччина   | Ґрунт      | Іван Лендл            | Хорхе Ендрю Станіслав Бірнер        | 6–2, 6–1      |
| Перемога  | 5–4   | 1979 | Мадрид, Іспанія             | Ґрунт      | Кассіу Мотта          | Робін Дрісдейл Джон Фівер           | 7–6, 6–4      |
| Поразка   | 5–5   | 1979 | Барселона, Іспанія          | Ґрунт      | Кассіу Мотта          | Паоло Бертолуччі Адріано Панатта    | 4–6, 3–6      |
| Поразка   | 5–6   | 1980 | Кіцбюель, Австрія           | Ґрунт      | Кріс Льюїс            | Клаус Ебергард Ульріх Мартен        | 4–6, 6–3, 4–6 |
| Перемога  | 6–6   | 1980 | Богота, Колумбія            | Ґрунт      | Альваро Фільйоль      | Андрес Гомес Рікардо Ікаса          | 6–4, 6–3      |
| Поразка   | 6–7   | 1980 | Сантьяго, Чилі              | Ґрунт      | Жоао Суарес           | Белус Прахокс Рікардо Ікаса         | 6–4, 6–7, 4–6 |
| Поразка   | 6–8   | 1981 | Брюссель, Бельгія           | Ґрунт      | Кассіу Мотта          | Рікардо Кано Андрес Гомес           | 2–6, 2–6      |
| Поразка   | 6–9   | 1982 | Гуаружа, Бразилія           | Ґрунт      | Кассіу Мотта          | Філ Дент Кім Ворвік                 | 7–6, 2–6, 3–6 |
| Поразка   | 6–10  | 1982 | Лас-Вегас, США              | Тверде     | Вен Вінітскі          | Шервуд Стюарт Ферді Тейган          | 6–7, 4–6      |
| Перемога  | 7–10  | 1982 | Венеція Італія              | Ґрунт      | Кассіу Мотта          | Хосе Луїс Клерк Іліє Настасе        | 6–4, 6–2      |
| Поразка   | 7–11  | 1982 | Барселона, Іспанія          | Ґрунт      | Кассіу Мотта          | Андерс Яррід Ганс Сімонссон         | 3–6, 2–6      |
| Перемога  | 8–11  | 1982 | Кельн, Західна Німеччина    | Тверде (i) | Хосе Луїс Даміані     | Ганс-Дітер Бойтель Хрістоф Ціпф     | 6–2, 3–6, 7–5 |
| Перемога  | 9–11  | 1982 | Сан-Паулу, Бразилія         | Ґрунт      | Кассіу Мотта          | Пітер Макнамара Ферді Тейган        | 6–3, 6–1      |
| Перемога  | 10–11 | 1983 | Лісабон, Португалія         | Ґрунт      | Кассіу Мотта          | Павел Сложил Ферді Тейган           | 7–5, 6–4      |
| Поразка   | 10–12 | 1983 | Індіанаполіс, США           | Ґрунт      | Кассіу Мотта          | Марк Едмондсон Шервуд Стюарт        | 3–6, 2–6      |
| Поразка   | 10–13 | 1983 | Мастерс Цинциннаті, США     | Тверде     | Кассіу Мотта          | Віктор Амая Тім Галліксон           | 4–6, 3–6      |
| Поразка   | 10–14 | 1985 | Женева, Швейцарія           | Ґрунт      | Кассіу Мотта          | Серхіо Касаль Еміліо Санчес Вікаріо | 4–6, 6–4, 5–7 |